# Charlestown (New Hampshire)
Pour les articles homonymes, voir Charlestown.
Charlestown est une municipalité américaine située dans le comté de Sullivan au New Hampshire. Selon le recensement de 2010, sa population est de 5 114 habitants, dont 1 152 à Charlestown CDP.

## Géographie
La municipalité s'étend sur 38,05 milles carrés (98,55 km2), dont 2,25 milles carrés (5,83 km2) d'étendues d'eau. Elle est située sur les rives du Connecticut.

## Histoire
La localité est fondée en 1735, comme poste de traite, et accueille le Fort no 4. Charlestown  devient une municipalité en 1753. Elle est nommée en l'honneur de Charles Knowles, un ami du gouverneur Benning Wentworth.

## Personnalité
- Joseph Glidden y est né